# 安东尼奥·布朗
安东尼奥·塔瓦里斯·布朗（英語：Antonio Tavaris Brown，1988年7月10日—），美国佛罗里达州说唱歌手兼前职业橄榄球运动员，1988年7月10日出生。2010年，布朗在NFL选秀中被钢人队选中。2014年赛季中，布朗成为NFL年度接球码王。现在已退役转行当说唱歌手。

## 早期生活
布朗于 1988 年 7 月 10 日出生于佛罗里达州迈阿密。他的父亲埃迪·布朗曾在一个独立的竞技场橄榄球联赛中为一支名为奥尔巴尼火鸟队的球队效力，该球队于 2004 年解散，但在 19 年后重新复活。布朗就读于佛罗里达州迈阿密的迈阿密诺兰高中，并在该校的足球队效力了四年。在那里，他担任四分卫、跑卫、外接手和回攻手。高中毕业后，布朗从未获得过全国任何一所主要橄榄球大学的奖学金。
布朗曾试图就读佛罗里达州立大学，但由于学业问题被拒绝。他还曾尝试就读阿尔康州立大学，但同样被拒绝了。他进入了北卡罗来纳技术预科学校并取得了成功。他作为四分卫为学校橄榄球队打了五场比赛。此后，布朗获得了佛罗里达国际大学的奖学金，但在与校园保安发生争执后，奖学金落空，布朗被拒绝。布朗随后开始联系西弗吉尼亚大学的外接手教练布奇·琼斯，因为他一直受到后者的大力招募。琼斯转学到中密歇根大学后，布朗决定以替补身份入读中密歇根大学，并获得批准。

## 大学
入学申请获得批准后，布朗转而担任全职外接手，加入了橄榄球队。布朗并不完全熟悉大学的生活方式，因为他经常迟到参加球队会议和训练。尽管如此，布朗还是加入了球队，并以新生的优异表现结束了本赛季的 14 场比赛，共完成 102 次接球，接球码数达到 1,003 码。他在西密歇根大学总共效力了三年，总共接球码数 3,199 码，达阵 22 次。

## 大联盟生涯

### 该草案
放弃大学四年级后，布朗决定参加 2010 年选秀。分析师和球探预测布朗将在第五轮或第六轮被选中。布朗参加了联合训练，完成了所有的训练和训练，但没想到他的选秀行情会上涨。布朗参加了他所在大学的职业日活动，由于联合训练期间的统计数据让他不满意，因此他练习了 40 码短跑作为第二种选择。他在职业日的联合训练营中，每个类别的训练都得到了提高，但他的选秀行情仍然没有任何变化。

### 匹兹堡钢人队

#### 2010
在 2010 年的选秀中，布朗在第六轮第 195 顺位被匹兹堡钢人队选中。在当年的选秀中，他在 27 名被选中的外接手中排名第 22 位。钢人队在选秀早期还选择了另一名外接手，名叫埃马纽埃尔·桑德斯。2010 年 6 月 15 日，布朗与匹兹堡签订了一份新秀合同，为期三年，价值 128 万美元，其中包括 73,075 美元的签约奖金。
由于其他接球手包括伊曼纽尔·桑德斯、泰勒·格里沙姆、斯蒂芬·洛根、以赛亚·威廉姆斯和布兰登·洛根，布朗必须通过训练营和季前赛才能进入名单。布朗最终作为替补进入了名单。
2010 年 9 月 19 日，布朗在大联盟首次参加常规赛季，他两次开球和一次弃踢共计 128 码，其中一次达阵 89 码，帮助钢人队以 19-11 击败田纳西泰坦队。10 月 3 日，布朗职业生涯首次接球，获得 6 码，但钢人队最终以 17 比 14 负于巴尔的摩乌鸦队。在本赛季最后一场对阵克利夫兰布朗队的比赛中，布朗完成四次接球，共 52 码，帮助钢人队以 41-9 获胜。2010 年新秀赛季，他出战 10 场比赛，共接球 16 次，接球码数 167 码。
钢人队以 12 胜 4 负的战绩结束本赛季，并锁定了季后赛席位。在分区赛对阵乌鸦队的比赛中，布朗最终接球码数达到 75 码，其中包括一次 58 码的达阵，帮助钢人队以 31-24 获胜。在对阵纽约喷气机队的联盟冠军赛中，布朗在第三档、第六档时接球果断，前进 14 码，锁定胜局，帮助钢人队以 24-19 获胜，尽管下半场没有得分。钢人队晋级第十五届超级碗，与绿湾包装工队交手，但以 25-31 落败，布朗在四次开球和四次弃踢中仅接球一次，并没有发挥太大作用。

### 奥克兰突袭者
2019 年 3 月 9 日，钢人队同意将布朗交易给奥克兰突袭者队，以换取 2019 年选秀的第三轮和第五轮选秀权。四天后交易完成。钢人队最初考虑将布朗交易给布法罗比尔队，但由于布朗在社交媒体上提出抗议，交易未能达成。2019 年 8 月 3 日，布朗因冷冻疗法出现问题，脚上出现了严重的水泡。据透露，由于在冷冻疗法期间没有穿合适的安全鞋，他的脚几乎被冻伤。因此，布朗错过了训练营的大部分比赛。
2019年8月9日，联盟勒令布朗更换头盔，因为他正在使用的头盔已经停产。他向联盟提出申诉，希望能够继续戴旧头盔，但两次遭到拒绝。2019年9月4日，布朗正式宣布更换头盔，为泽尼斯·暗影类型，并获得联盟认可。就在布朗更换头盔的同一天，突袭者队以违反队规为由对他处以 54,000 美元的罚款，主要原因是他无故缺席训练营和其他强制性活动。在一次事件中，布朗就被罚款的问题与突袭者队总经理迈克·马约克对质。布朗将球踢向梅奥克并威胁要对总经理造成人身伤害，随后被队友制止。布朗最终被额外罚款 215,000 美元。
就在常规赛即将开始之际，突袭者队决定布朗不会参加赛季揭幕战。据透露，由于布朗的行为对球队不利，突袭者队取消了布朗合同的所有金钱担保，布朗要求球队释放他，而不是经历更多的逆境。2019 年 9 月 7 日，就在布朗 2019 年薪水得到保障的几个小时前，突袭者队批准释放了他。

### 新英格兰爱国者队
在被突袭者队解雇的几个小时后，布朗就与新英格兰爱国者队签订了一份为期一年、价值 1500 万美元的合同，其中包括 900 万美元的签约奖金。签约两天后，有关其签约的更多细节被曝光，其中包括俱乐部选择续约一年，金额为 2000 万美元。布朗在赛季第二周对阵迈阿密海豚队的比赛中首次代表爱国者队出场，在 4 次接球和 56 码接球码数的比赛中，他以 43-0 的比分获胜。然而，布朗正处于性行为和个人不当行为的指控之中，这让爱国者队心知肚明。随后，爱国者队于2019年9月20日释放了布朗。

### 最初退休
离开爱国者队两天后，布朗在推特上宣布退役。2020 年 7 月 20 日，布朗宣布他将复出，并希望再次踢足球。2020年7月31日，国家橄榄球联盟宣布，布朗因违反联盟的个人行为准则，将被禁赛八场常规赛。

### 坦帕湾海盗队
2020年10月24日，布朗访问了坦帕湾海盗队进行试训，并于一周后签约。布朗于 2020 年 11 月 3 日恢复效力，尽管他在本赛季早些时候没有为任何球队效力，因此合法地履行了禁赛义务。布朗代表海盗队参加的首场比赛是在第九周对阵新奥尔良圣徒队，他在该场比赛中接到 3 次传球，推进 31 码，但海盗队以 38 比 3 落败。在第十周对阵卡罗莱纳黑豹队的比赛中，布朗接到七次传球，推进 69 码，最终球队以 46-23 获胜。第二天，即 2020 年 11 月 16 日，据报道，布朗毁坏了一台安全摄像头，并向他家附近的一名保安扔了一辆自行车，这发生在一个月前。尽管有这些指控，海盗队和联盟都没有对布朗采取任何惩罚。
在第十五周对阵亚特兰大猎鹰队的比赛中，布朗在 31-27 的逆转胜利中完成了五次接球，共 93 码，并达阵一次。在第 17 周与猎鹰队的重赛中，他有 11 次接球，接球码数为 138 码，两次达阵，最终以 44-27 的比分获胜。总体而言，他在 2020 赛季共完成 45 次接球，接球码数为 483 码，达阵 4 次。
海盗队以 10 胜 6 负的战绩结束了本赛季，并获得了季后赛外卡席位。在外卡轮对阵华盛顿橄榄球队的比赛中，布朗冲刺 22 码，并有 2 次接球，接球码数为 49 码，帮助海盗队以 31-23 获胜。在分区赛与圣徒队的重赛中，布朗因膝伤退出比赛，因此他无法参加对阵绿湾包装工队的联赛冠军赛。海盗队成功晋级第十五届超级碗，而布朗的健康状况也勉强够参加比赛。在超级碗比赛中，布朗完成 5 次接球，接球码数为 22 码，帮助海盗队以 31-9 战胜堪萨斯城酋长队，使他们未能连续获得超级碗胜利。
2021 年 4 月 28 日，布朗同意与海盗队签订一份为期一年、价值 625 万美元的合同，其中包括 200 万美元的签约奖金和 310 万美元的保证金。该交易于2021年5月25日敲定。2021年9月22日，布朗被列入新冠肺炎名单，同时还透露他正在休赛期膝盖手术后恢复。
在第十七周对阵纽约喷气机队的比赛中，布朗受到脚踝伤势的困扰，但海盗队主教练布鲁斯·阿里安斯希望布朗能够带伤上场。尽管阿里安催促布朗上场，但他拒绝上场，想要恢复体力。在与阿里安斯发生争执后，布朗向观众扔出了球衣、手套和护肘并离开了比赛。阿里安斯后来在新闻发布会上表示，布朗已经不再与海盗队有任何关系。布朗此前因谎报疫苗接种情况而违反联盟的新冠肺炎防疫规定，已被禁赛三场。
2022 年 1 月 5 日，布朗就他与阿里安斯之间的冲突发表声明称，尽管布朗脚踝疼痛，但教练还是为他做了安排，而阿里安斯认为布朗仍然适合上场，即使伤势没有那么严重。第二天，即 1 月 6 日，海盗队指定布朗执行任务，并在两天后释放他。